# Eurytoma quinquenotata
Eurytoma quinquenotata är en stekelart som beskrevs av Girault 1915. Eurytoma quinquenotata ingår i släktet Eurytoma och familjen kragglanssteklar. Inga underarter finns listade i Catalogue of Life.